# Abraham Sutzkever

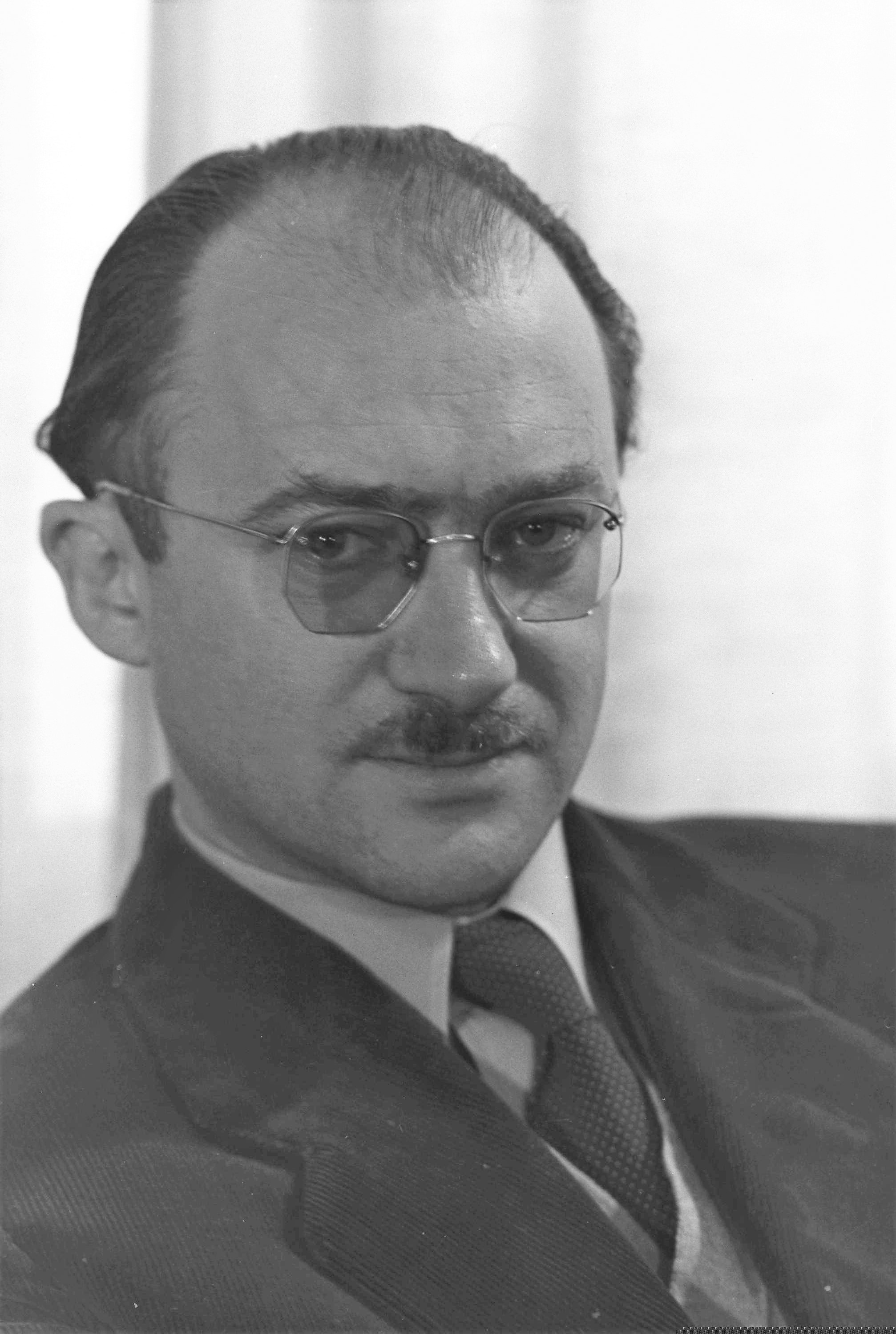
Abraham Sutzkever, 1950

Abraham Sutzkever (Hebreeuws: אברהם סוצקבר, Jiddisch: אַבֿרהם סוצקעווער) ook Avraham/Avrom/Avrohom Sutzkever/Sutzkewer, (Smarhon, 15 juli 1913 - Tel Aviv, 19 januari 2010) was een Pools-Israëlische dichter en een van de belangrijkste dichters in het Jiddisch van zijn tijd.

## Levensloop
Abraham Sutzkever werd geboren in het Russisch stadje Smorgon (thans Smarhon in Wit-Rusland), nabij Vilnius. De daar wonende Joden werden tijdens de Eerste Wereldoorlog in 1915 door de Russen collectief gedeporteerd, omdat ze ervan verdacht werden te collaboreren met de oprukkende Duitse troepen. De familie Sutzkever vestigde zich in Omsk. Het Siberische landschap maakte een grote indruk op de jongen. Na het overlijden van zijn vader, trok zijn moeder met haar kinderen in 1920 naar Vilnius. Abraham Sutzkever ging daar naar het gymnasium. Al vanaf het begin van de jaren dertig was hij lid van de avant-gardistische Joodse schrijvers- en kunstenaarsgroep Jong-Vilnius. Zijn eerste gedicht verscheen in 1932 in het tijdschrift van zijn padvindersgroep. Vanaf 1934 publiceerde hij regelmatig in tijdschriften uit Warschau en Vilnius en in 1937 verscheen zijn eerste gedichtenbundel Lider ('liederen').
Het getto van Vilnius, waarvan slechts enkele van de 80.000 inwonenden zouden overleven, werd in 1941 opgericht. De pasgeboren zoon en de moeder van Abraham Sutzkever werden er vermoord. Hijzelf was actief in de in 1942 opgerichte Fareinikte Partisaner Organisatzije. Samen met een gettobrigade slaagde hij erin om vele zeldzame handschriften en boeken uit de handen van de Duitsers te redden. De documenten konden na de oorlog naar New York gebracht worden en vormen er de Sutzkever-Kaczerginski Collection in het New Yorkse YIVO-Instituut. In gedichten en korte prozastukken tekende hij op wat hij rondom zich zag gebeuren. In 1943 slaagde Abraham Sutzkever erin om samen met zijn vrouw te ontsnappen uit het getto. In 1944 berichtte hij vanuit Moskou over de systematische uitroeiing van de Litouwse en Poolse Joden. Hij werkte ook mee aan het Zwartboek over de genocide op de Sovjet-Joden van Ilja Ehrenburg en Vasili Grossman. Hij getuigde in februari 1946 op de Processen van Neurenberg. Een van de door hem aangewezen oorlogsmisdadigers was Franz Murer, die in 1963 in Oostenrijk vrijgesproken werd.
In 1947 emigreerde Sutzkever met zijn vrouw via Polen naar het mandaatgebied Palestina. Hij woonde sindsdien in Tel Aviv. In 1948 richtte hij het tijdschrift Di goldene kejt ('de gouden ketting', dit is het symbool voor het overleven van het Joodse volk) voor literatuur en essays in de Jiddische taal op.
Begin 2010 overleed Abraham Sutzkever op 96-jarige leeftijd.
In 2018 maakte Yair Qedar een documentaire over Sutzkever.

## Werken (selectie)
- A Masknbal, 1933
- Lider, 1937
- Waldiks, 1940
- Kol Nidre, 1943
- Di festung, 1945
- Wilner geto 1941-1944, 1946
- Lider fun geto, 1946
- Jidische Gas, 1948
- Gehejmschtot, 1948
- In fajer-wogn, 1952
- In midber Sinai, 1957
- Oasis, 1960
- Gajstike erd, 1961
- Firkantike ojsjes un mojfsim, 1968
- Tsajtike penemer, 1970
- Griner akwarium, 1975
- Lider fun togbuch, 1977
- Dortn wu es nechtikn di schtern, 1979
- Di erschte nacht in geto, 1979
- Die newue fun schwartsaplen (geen jaartal van bekend)
- Sibir (geen jaartal van bekend)